# Hazel Dickens

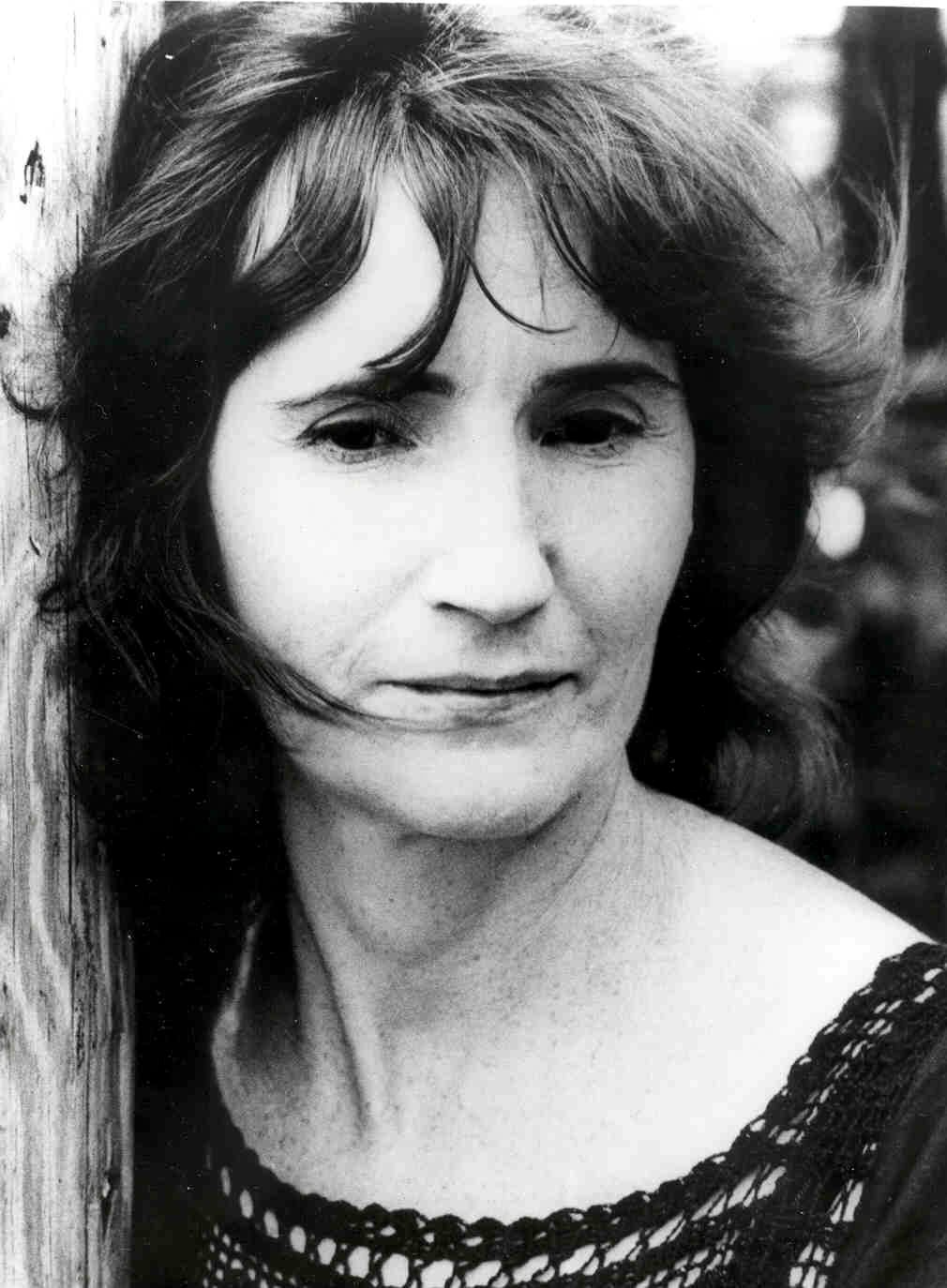
Hazel Dickens

Hazel Jane Dickens (* 1. Juni 1925 in Montcalm, West Virginia; † 22. April 2011 in Washington D.C.) war eine US-amerikanische Bluegrass- und Folk-Sängerin, Aktivistin, Songwriterin, Kontrabassistin und Gitarristin. Ihre Musik zeichnete sich nicht nur durch ihre hohe Singstimme aus, sondern auch durch ihre provokativen gewerkschaftsfreundlichen, feministischen Lieder.

## Leben
Hazel Dickens wurde am 1. Juni 1925 in Montcalm im Mercer County in West Virginia als achtes von elf Kindern in einer Bergbaufamilie mit 6 Jungen und 5 Mädchen geboren. Viele von Hazels Verwandten waren Bergleute, darunter ihre Brüder, Cousins und ihre Schwager.
In den frühen 1950er Jahren zog sie nach Baltimore. Sie lernte Mike Seeger kennen, den jüngeren Halbbruder von Pete Seeger und Gründungsmitglied der New Lost City Ramblers, und wurde in den 1960er Jahren in der Bluegrass- und Folksmusikszene der Region Baltimore-Washington aktiv.
Während dieser Zeit baute sie auch eine Zusammenarbeit mit Alice Gerrard aus, die 1970 Mike Seeger heiratete. Sie nahmen unter dem Namen „Hazel & Alice“ zwei Alben für das Folkways-Label auf: Who’s That Knocking (And Other Bluegrass Country Music) (1965) und Won't You Come & Sing for Me (1973). Dickens und Gerrard waren Bluegrass-Bandleader zu einer Zeit, als die überwiegende Mehrheit der Bluegrass-Bands von Männern geführt wurde. Zusammen nahmen sie zwei weitere Alben bei Rounder Records auf, aber Hazel & Alice trennten sich 1976 und Dickens verfolgte eine Solokarriere, in der ihre Musik und ihr Songwriting politischer wurden.
Dickens nutzte ihre Musik, um zu versuchen, das Leben von nicht gewerkschaftlich organisierten Minenarbeitern und Feministinnen zu verändern. Sie begann mehr über das Leben der Bergleute zu schreiben und schrieb ein Lied mit dem Titel Black Lung über ihren Bruder Thurman, der an einer Krankheit starb. Den Song Mining Women schrieb sie über die Nöte, denen Frauen in der Welt des Kohlebergbaus ausgesetzt waren. 1978 trat Dickens beim Vandalia Gathering in Charleston, West Virginia, sowohl solo als auch mit dem ehemaligen Kohlenarbeiter, der zum Musiker wurde, Carl Rutherford auf. Dickens begann, als Aktivist und als Stimme der arbeitenden Bevölkerung gesehen zu werden.
Sie erschien in dem Oscar-prämierten Dokumentarfilm Harlan County, USA, über den Kampf der Bergarbeitergewerkschaft des Bezirks gegen Streikbrecher, Lohnrechte und Gesundheitsbedingungen. Sie war mit vier Songs, in denen sie die Situation kritisierte, im Film zu hören. Sie trat auch in den Filmen Matewan und Songcatcher auf.

### Tod
2011 starb Dickens in einem Hospiz in Washington DC an den Folgen einer Lungenentzündung. Nach ihrem Tod wurde in den großen Medien fälschlicherweise berichtet, dass sie am 1. Juni 1935 geboren wurde, aber ihre Verwandten und öffentlichen Aufzeichnungen bestätigten das frühere Datum, den 1. Juni 1925. 
Mit der Aussage, dass „Musik Berge rettet“, kündigten Fans und Unterstützer von Dickens’ Aktivismus am 5. Juni 2011 im Charleston eine Erinnerungsaktion an Dickens an.

## Diskografie

### Singles und EPs
- They’ll Never Keep Us Down (Rounder Records, 1976) – für Fi, Harlan County, U.S.A.
- Busted / Old Calloused Hands (Rounder Records, 1980) – für Album Hard Hitting Songs for Hard Hit People

### Soloalben
- Hard Hitting Songs for Hard Hit People (Rounder Records, 1980)
- By the Sweat of My Brow (Rounder Records, 1983)
- It's Hard to Tell the Singer From the Song (Rounder Records, 1987)
- A Few Old Memories (Rounder Records, 1987) – Compilation

### Mit Alice Gerrard
- Who's That Knocking (Folkways, 1965)
- Strange Creek Singers (Arhoolie Records, 1970) – als „Strange Creek Singers“, mit Mike Seeger, Tracy Schwarz, Lamar Grier
- Won't You Come & Sing for Me (Folkways, 1973)
- Hazel & Alice (Rounder, 1973)
- Hazel Dickens and Alice Gerrard (Rounder, 1976)
- Hazel Dickens & Alice Gerrard – Pioneering Women of Bluegrass (Smithsonian Folkways, 1996) – Remastered
- Sing Me Back Home: The DC Tapes, 1965-1969 (Free Dirt, 2018)

### Mit Carol Elizabeth Jones und Ginny Hawker
- Heart of a Singer (Rounder Records, 1998)

## Filmografie

### Filme, in denen Dickens auftritt
- Harlan County, USA (1976)
- Matewan (1987)
- Songcatcher (2000)
- Hazel Dickens: It's Hard to Tell the Singer from the Song (2001), Dokumentarfilm über Dickens
- Radical Harmonies (2002), Dokumentarfilm

### Filme, in denen Dickens Musik vorkommt
- Harlan County, USA (1976)
- Coalmining Women (1982)
- Matewan (1987)
- Songcatcher (2000)
- Black Lung (2006)
- Dopesick, Miniserie, Folge 1 (2021)

## Ehrungen
Ihr Name taucht im Text des Le-Tigre-Songs „Hot Topic“ auf.

## Auszeichnungen und Ehrungen
Dickens erhielt 1994 als erste Frau den Merit Award der International Bluegrass Music Association. Im Jahr 2001 wurde ihr vom National Endowment for the Arts ein National Heritage Fellowship verliehen, das die höchste Auszeichnung der Vereinigten Staaten in den Folks- und traditionellen Künsten ist. Sie ist Mitglied der International Bluegrass Music Hall of Fame.